# Lista de álbuns número um na Gaon Album Chart em 2020

## Parada semanal
| † | Indica o álbum ou EP mais vendido de 2020 |

| Data             | Álbum                                  | Artista(s)          | Ref    |
| ---------------- | -------------------------------------- | ------------------- | ------ |
| 4 de janeiro     | `The ReVe Festival` Finale             | Red Velvet          | [ 1 ]  |
| 11 de janeiro    | Treasure Epilogue: Action to Answer    | Ateez               | [ 2 ]  |
| 18 de janeiro    | Love Song                              | Kim Jae-joong       | [ 3 ]  |
| 25 de janeiro    | Love Song                              | Kim Jae-joong       | [ 4 ]  |
| 1 de fervereiro  | Timeless                               | Super Junior        | [ 5 ]  |
| 8 de fervereiro  | 回:LABYRINTH                           | GFriend             | [ 6 ]  |
| 15 de fervereiro | Reveal                                 | The Boyz            | [ 7 ]  |
| 22 de fervereiro | Map of the Soul: 7                     | BTS                 | [ 8 ]  |
| 29 de fervereiro | Map of the Soul: 7                     | BTS                 | [ 9 ]  |
| 7 de março       | Neo Zone                               | NCT 127             | [ 10 ] |
| 14 de março      | IT′z ME                                | Itzy                | [ 11 ] |
| 21 de março      | Neo Zone                               | NCT 127             | [ 12 ] |
| 28 de março      | CYAN                                   | Kang Daniel         | [ 13 ] |
| 4 de abril       | Self-Portrait                          | Suho                | [ 14 ] |
| 11 de abril      | I trust                                | (G)I-DLE            | [ 15 ] |
| 18 de abril      | Hideout: Remember Who We Are – Season1 | Cravity             | [ 16 ] |
| 25 de abril      | Dye                                    | Got7                | [ 17 ] |
| 2 de maio        | Reload                                 | NCT Dream           | [ 18 ] |
| 9 de maio        | Gateway                                | Astro               | [ 19 ] |
| 16 de maio       | The Nocturne                           | NU'EST              | [ 20 ] |
| 23 de maio       | Neo Zone: The Final Round              | NCT 127             | [ 21 ] |
| 30 de maio       | Delight                                | Baekhyun            | [ 22 ] |
| 6 de junho       | More & More                            | Twice               | [ 23 ] |
| 13 de junho      | When We Were Us                        | Super Junior-K.R.Y. | [ 24 ] |
| 20 de junho      | Go Live                                | Stray Kids          | [ 25 ] |
| 27 de junho      | Heng:garæ                              | Seventeen           | [ 26 ] |
| 4 de julho       | Delight                                | Baekhyun            | [ 27 ] |
| 11 de julho      | Heng:garæ                              | Seventeen           | [ 28 ] |
| 18 de julho      | 1 Billion Views                        | EXO-SC              | [ 29 ] |
| 25 de julho      | How You Like That                      | Blackpink           | [ 30 ] |
| 1 de agosto      | ZERO : FEVER Part.1                    | ATEEZ               | [ 31 ] |
| 8 de agosto      | Magenta                                | Kang Daniel         | [ 32 ] |
| 15 de agosto     | The First Step: Chapter One            | Treasure            | [ 33 ] |
| 22 de agosto     | Not Shy                                | Itzy                | [ 34 ] |

### Álbuns com o maior número de semanas no topo da parada
2 semamas:
- Kim Jae-joong - Love Song
- BTS - Map of the Soul: 7
- NCT 127 - Neo Zone
- Baekhyun - Delight
- Seventeen - Heng:garæ

## Parada mensal
| Mês        | Álbum                               | Artista   | Vendas    | Ref.   |
| ---------- | ----------------------------------- | --------- | --------- | ------ |
| Janeiro    | Treasure Epilogue: Action to Answer | Ateez     | 128,273   | [ 35 ] |
| Fervereiro | Map of the Soul: 7                  | BTS       | 4,114,843 | [ 36 ] |
| Março      | Neo Zone                            | NCT 127   | 723,150   | [ 37 ] |
| Abril      | Dye                                 | Got7      | 339,737   | [ 38 ] |
| Maio       | Delight                             | Baekhyun  | 660,826   | [ 39 ] |
| Junho      | Heng:garæ                           | Seventeen | 1,207,513 | [ 40 ] |
| Julho      | 1 Billion Views                     | EXO-SC    | 497,325   | [ 41 ] |